# Соссамон, Шэннин
Шэ́ннин Мари Кахулани Со́ссамон (англ. Shannyn Marie Kahoolani Sossamon; род. 3 октября 1978, Гонолулу, Гавайи) — американская актриса. Известность ей принесли фильмы «История рыцаря» и «40 дней и 40 ночей».

## Биография
Соссамон родилась в Гонолулу, Гавайи, в семье Шерри Соссамон и Тодда Линдберга, а выросла в Рино, штат Невада. Она имеет французские, гавайские, голландские, английские, ирландские, филиппинские и немецкие корни. После окончания школы Шэннин переехала в Лос-Анджелес, где собиралась сделать карьеру танцовщицы. Она снялась в нескольких телевизионных рекламных роликах, а также подрабатывала диджеем в местных клубах. В 1999 году директор по кастингу Франсина Мэйслер заметила Соссамон на вечеринке по случаю дня рождения брата Гвинет Пэлтроу, где Шэннин помогала диджею.

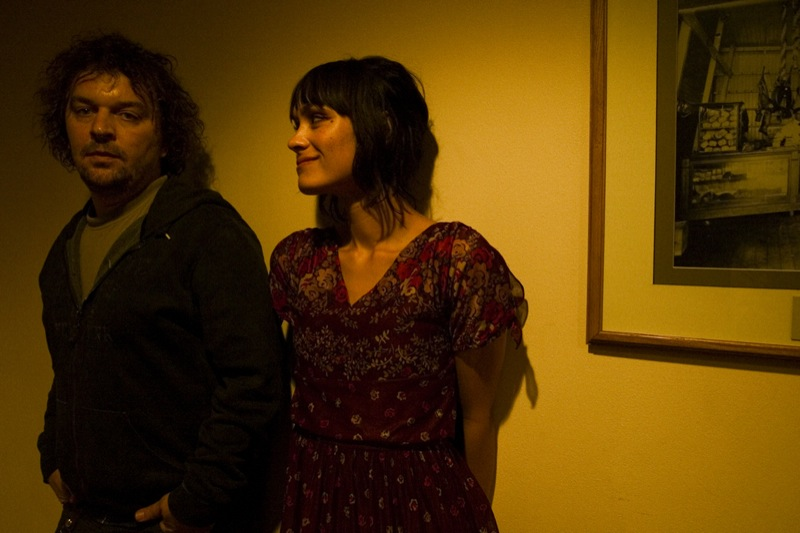
Соссамон и хорватский режиссёр Горан Дукич, 2006 год

Её первой ролью в кино стала ведущая женская роль в приключенческом фильме «История рыцаря». Для получения роли Джоселин она прошла пять прослушиваний. В 2002 году Шэннин сыграла возлюбленную героя Джоша Хартнетта в романтической комедии «40 дней и 40 ночей». После этого она снялась в фильме «Правила секса», снятом Роджером Эвери по роману Брета Истона Эллиса. Снявшись ещё в одной картине с Хитом Леджером «Пожиратель грехов», Соссамон на время прекратила сниматься в связи с беременностью. В 2002 году получила премию «Молодой Голливуд». Соссамон вернулась в кино в 2005 году, хотя её роли стали менее заметными.
Актриса играла роль вампира Коралины Дювалл в сериале «Лунный свет», который выходил на канале CBS в 2007—2008 годах. В фильмах «Самоубийцы: История любви» (2006) и «Один пропущенный звонок» (2008) Шэннин Соссамон сыграла главные роли. Также она сыграла небольшую роль в вышедшей в декабре 2006 года романтической комедии «Отпуск по обмену». В 2007 году Соссамон появилась в фильме ужасов «Катакомбы», где также играла певица Pink.
В сериале «Сосны» (2015) играла Терезу Бёрк, жену Итана Бёрка. Шэннин Соссамон также сыграла роль Пандоры в третьем сезоне сериала «Сонная Лощина» (2015—2016).
У Шэннин два сына: Аудио Сайнс от писателя и художника Далласа Клейтона (род. 29 мая 2003) и Мортимер (род. 13 марта 2012).

## Фильмография
| Год       |     | Русское название                    | Оригинальное название             | Роль                        |
| --------- | --- | ----------------------------------- | --------------------------------- | --------------------------- |
| 1997      | с   | Господин Шоу с Бобом и Дэвидом      | Mr. Show with Bob and David       | модель / девушка            |
| 2001      | ф   | История рыцаря                      | A Knight's Tale                   | Джоселин                    |
| 2002      | ф   | 40 дней и 40 ночей                  | 40 Days and 40 Nights             | Эрика Саттон                |
| 2002      | ф   | Правила секса                       | The Rules of Attraction           | Лорен Хайнд                 |
| 2003      | кор | Воли Моисей                         | Wholey Moses                      | Макс                        |
| 2003      | ф   | Пожиратель грехов                   | The Order                         | Мара Синклер                |
| 2004      | с   | Закон и порядок: Специальный корпус | Law & Order: Special Victims Unit | Мира Деннинг                |
| 2005      | кор | Я ненавижу вас                      | I Hate You                        | Джо                         |
| 2005      | ф   | Поцелуй навылет                     | Kiss Kiss Bang Bang               | девушка с розовыми волосами |
| 2005      | в   | Пожиратель душ                      | Devour                            | Мэрисол                     |
| 2005      | кор | Дважды                              | The Double                        | Мелани                      |
| 2005      | ф   | Неразгаданное                       | Undiscovered                      | Джози                       |
| 2005      | ф   | Охота на призраков                  | Chasing Ghosts                    | Тейлор Спенсер              |
| 2006      | ф   | Самоубийцы: История любви           | Wristcutters: A Love Story        | Микаль                      |
| 2006      | ф   | Отпуск по обмену                    | The Holiday                       | Мэгги                       |
| 2007      | с   | Желтая пресса                       | Dirt                              | Кира Клей                   |
| 2007      | ф   | Катакомбы                           | Catacombs                         | Виктория                    |
| 2008      | ф   | Один пропущенный звонок             | One Missed Call                   | Бет Реймон                  |
| 2007—2008 | с   | Лунный свет                         | Moonlight                         | Коралайн / Морган           |
| 2009      | ф   | Весёлая жизнь в Крэктауне           | Life Is Hot in Cracktown          | Кончетта                    |
| 2009      | кор | Джерри                              | Jerry                             | медсестра                   |
| 2010      | ф   | Семейная свадьба                    | Our Family Wedding                | Эшли Макфи                  |
| 2010      | с   | Как добиться успеха в Америке       | How to Make It in America         | Джинджи Ву                  |
| 2010      | ф   | Жизнь за брата                      | The Heavy                         | Клер                        |
| 2010      | ф   | Дорога в никуда                     | Road to Nowhere                   | Лорел Грэм / Вельма Дюран   |
| 2011      | кор | Борьба за ваше право                | Fight for Your Right Revisited    | хозяйка кафе                |
| 2011      | ф   | Судный день                         | The Day                           | Шеннон                      |
| 2012      | кор | Велосипедист                        | The Cyclist                       | девушка                     |
| 2012      | ф   | Конец любви                         | The End of Love                   | Лидия                       |
| 2012      | ки  | Hitman: Absolution                  | Hitman: Absolution                | Джейд                       |
| 2013      | кор |                                     | Desire                            |                             |
| 2013      | с   | Любовницы                           | Mistresses                        | Алекс                       |
| 2014      | мс  | По ту сторону изгороди              | Over the Garden Wall              | Лорна                       |
| 2015      | с   | Сосны                               | Wayward Pines                     | Тереза Бёрк                 |
| 2015      | ф   | Синистер 2                          | Sinister 2                        | Кортни Коллинз              |
| 2015—2016 | с   | Сонная Лощина                       | Sleepy Hollow                     | Пандора                     |
| 2015      | ф   | Человек без головы                  | Man Without a Head                | Хейзел                      |
| 2015      | ф   | Иезуит                              | The Jesuit                        |                             |

## Рекламные ролики
- The Gap: Denim: «Boys Who Scratch» (2001)
- The Gap: «Khaki Swing»
- Kmart
- Kodak
- Oldsmobile
- Pepsi
- Мартини (2008)[6][7]

## Музыкальные клипы
- The Black Heart Procession — «Not Just Words» (2006)
- Мик Джаггер и Ленни Кравиц — «God Gave Me Everything» (2001)
- Korn — «Make Me Bad» (2000)
- DJ Quik
- Шер — «Strong Enough» (1999)
- Goo Goo Dolls — «Dizzy» (1999)
- Дебора Кокс — «It’s Over Now» (1998)
- Daft Punk — «Revolution 909» (1998)